# Dunkerque HBGL
Dunkerque HBGL (Dunkerque Handball Grand Littoral) ist ein französischer Handballverein aus Dünkirchen.

## Geschichte
Der Club wurde am 3. September 1958 unter dem Namen „Amicale Laïque de l'Esplanade“ gegründet. 1964 wurde er in „Amicale Laïque de Dunkerque“ umbenannt. Im Januar 1968 fusionierte der Club mit „Denier de Malo“ zu „Amicale Laïque Dunkerque Malo“. Am 27. April 1974 ging er in der US Dunkerque (USD; seit September 1997 USDK) auf. Der offizielle Name des Clubs ist heute „Dunkerque Handball Grand Littoral“.

## Erfolge
- Französischer Meister: 2014
- Französischer Pokal: 2011
- Französischer Pokal: Finalist 1991, 2000
- Französischer Ligapokal: 2013
- EHF Challenge Cup: Finalist 2004
- EHF-Pokal: Finalist 2012

## Kader 2025/26
| Nr. | Nat.       | Spieler                   | Pos. |
| --- | ---------- | ------------------------- | ---- |
| 16  | Frankreich | Mehdi Harbaoui            | TH   |
| 88  | Kuba       | Alejandro Romero Carreras | TH   |
| 03  | Frankreich | Benjamin Afgour           | KM   |
| 05  | Frankreich | Florian Billant           | RA   |
| 07  | Portugal   | Diogo Oliveira            | RM   |
| 08  | Frankreich | Matthieu Marmier          | RR   |
| 10  | Frankreich | Dylan Tossin              | LA   |
| 11  | Frankreich | Quentin Dupuy             | RL   |
| 17  | Frankreich | Gabin Martinez            | RR   |
| 30  | Frankreich | Gautier Crepel            | RM   |
| 35  | Ukraine    | Taras Minotski            | RR   |
| 48  | Ungarn     | Bence Szűcs               | KM   |
| 54  | Frankreich | Ludwig Appolinaire        | RM   |
| 55  | Frankreich | Steve Marie-Joseph        | LA   |
| 64  | Frankreich | Thibaud Arteaga           | RA   |

## Bekannte ehemalige Trainer
- Arnaud Calbry (Spieler, Assistent 2011–2022)
- Patrick Cazal
- Franck Maurice
- Nicolae Munteanu
- Nicolae Nedef
- Bernard Pot
- Denis Tristant